# Scindia
Scindia (marathi: शिंदे) är en marathisk fursteätt som härskade som maharajor i det indiska furstendömet Gwalior före Indiens självständighet 1947. Ätten, som härstammar från Satara i dagens Maharashtra, bildades av Ranoji Scindia som var officer i Peshwas arme. Ranoji Scindia deltog i invasionen och erövringen av Malwa 1723. 1731 övertog Ranoji Scindia 35 procent av Malwas tidigare territorium och 1735 etablerades Ujjain som säte för furstendömet. 1810 flyttade Daulat Rao Sindhia sätet till Gwalior. Furstendömet upplöstes till Indien 1947 och den sista maharajan Madhav Rao III Scindia förlorade sin titel som regent 1971.

## Scindiamaharajor över Ujjain och Gwalior
| Nr          | Porträtt | Namn *Födelseår †Död år            | Regentperiod       | Not                                                           |
| ----------- | -------- | ---------------------------------- | ------------------ | ------------------------------------------------------------- |
| 1           |          | Ranoji Scindia *? †1745            | 1731 ↓ 1745        | Grundare av furstendömet Gwalior                              |
| 2           |          | Jayappaji Rao Scindia *1720 †1755  | 1745 ↓ 1755        | Son till Ranoji Scindia                                       |
| 3           |          | Jankoji Rao Scindia *1745 †1761    | 1755 ↓ 1761        | Son till Jayappaji Rao Scindia                                |
| Interregnum |          |                                    | 1761 ↓ 1763        |                                                               |
| 4           |          | Kadarji Rao Scindia *? †efter 1778 | 1763 ↓ 1764        | Barnbarn till Ranoji Scindia Accepterade aldrig sin utnämning |
| 5           |          | Manaji Rao Scindia *? †1800        | 1764 ↓ 1768        | Barnbarn till Sardar Sabaji Scindia                           |
| 6           |          | Mahadaji Shinde *1729 †1794        | 1768 ↓ 1794        | Son till Ranoji Scindia                                       |
| 7           |          | Daulat Rao Sindhia *1779 †1827     | 1794 ↓ 1827        | Son till Anand Rao Scindia                                    |
| 8           |          | Jankoji Rao Scindia II *1805 †1843 | 1827 ↓ 1843        | Son till Patloji Rao Scindia                                  |
| 9           |          | Jayajirao Scindia *1835 †1886      | 1843 ↓ 1886        | Son till Hanwant Rao Scindia                                  |
| 10          |          | Madho Rao Scindia *1876 †1925      | 1886 ↓ 1925        | Son till Jayajirao Scindia                                    |
| 11          |          | Jivaji Rao Scindia *1916 †1961     | 1925 ↓ 1961 (1947) | Son till Madho Rao Scindia                                    |
| 12          |          | Madhav Rao III Scindia *1945 †2001 | (1961) ↓ (1971)    | Förlorade titeln som regent 1971                              |